# 红点叶鰕虎鱼
红点叶鰕虎鱼（学名：Gobiodon erythrospilus）为鰕虎鱼科叶鰕虎鱼属的鱼类。分布于印度至太平洋中部的美拉尼西亚和斐济群岛、北至日本南部以及西沙群岛、海南岛等，属于暖水性沿岸鱼类。其多见于珊瑚丛中。该物种的模式产地在Cocos岛。